# Луара (департамент)
Луара (фр. Loire, окс. и франкопров. Léger) — департамент на востоке Франции, один из департаментов региона Овернь — Рона — Альпы. Порядковый номер — 42. Административный центр — Сент-Этьен. Население — 766 729 человек (28-е место среди департаментов, данные 2010 г.).

## География
Площадь территории — 4781 км². Департамент расположен в долине реки Луары.
Департамент включает 3 округа, 40 кантонов и 327 коммун.

## История
Департамент Луара образован 19 ноября 1793 в результате разделения департамента Рона-и-Луара, существовавшего с 4 марта 1790 года.